# Nueva Ocotepeque
Nueva Ocotepeque ist eine Stadt und eine Gemeinde in Honduras. Sie ist die Hauptstadt des Departamento Ocotepeque. 2013 hatte die Stadt 11.843 Einwohner und die Gemeinde hatte eine Einwohnerzahl von 23.096.

## Geografie
Der Ort liegt im Nord-Süd-Tal des Río Lempa, 5 Kilometer nördlich der Grenze zu El Salvador und 13 Kilometer östlich der Grenze zu Guatemala.

## Geschichte
Nueva Ocotopeque wurde 1935 besiedelt, nachdem das Gelände der ehemaligen Stadt Ocotepeque durch eine Überschwemmung des Flusses Lempa zerstört worden war. Die Stadt wurde während des Fußballkrieges kurzzeitig von El Salvador besetzt.